# AQtime
AQtime — профилировщик производительности, а также набор инструментов для отслеживания утечек памяти и ресурсов, разработанный компанией AutomatedQA. Данный инструмент может встраиваться в Microsoft Visual Studio, Visual Studio Team System, Borland Developer Studio и Embarcadero RAD Studio, что позволяет анализировать приложение, не покидая среду разработки.

## Обзор
AQtime применяется для множества различных задач по оптимизации при необходимости улучшить производительность приложения и его потребление памяти. Он включает в себя набор профилировщиков для анализа различных параметров приложения. AQtime производит многосторонний анализ производительности приложения с точки зрения затраченного времени на строчку кода при выполнении функции. Он выявляет проблемы производительности и утечки памяти, анализирует уровень потребления ресурсов, вызовы функций и их порядок. Также осуществляет мониторинг покрытия кода, совместимость с Windows API, а также включает в себя другие профилировщики для анализа большего числа параметров приложения.

### Награды
- Software Development Jolt Awards от журнала Software Development[2]: 2006
- Delphi Informant Readers Choice Awards как лучший инструмент в категории инструментов отладки: 2004, 2003
- asp.netPRO Readers' Choice Awards[3]: 2005
- The Best в категории профилировщиков для платформы .NET по мнению читателей журнала .NET Developer’s Journal[4]:2004

## Дополнительные источники
- Страница AQtime  (рус.)
- Раздел об AQtime  (англ.)
- Форум по AQtime  (англ.)
- Страница AQtime на сайте Softpedia  (англ.)
- Обзор на сайте asp.netPRO от Майка Райли  (англ.)